# Claro Open Colsanitas 2016 - Qualificazioni singolare
Le qualificazioni del singolare del Claro Open Colsanitas 2016 sono state un torneo di tennis preliminare per accedere alla fase finale della manifestazione. Le vincitrici dell'ultimo turno sono entrate di diritto nel tabellone principale. In caso di ritiro di una o più giocatrici aventi diritto a queste sono subentrate le lucky loser, ossia le giocatrici che hanno perso nell'ultimo turno ma che avevano una classifica più alta rispetto alle altre partecipanti che avevano comunque perso nel turno finale.

## Teste di serie
1. Tereza Martincová (qualificata)
2. Maria Sanchez (ultimo turno)
3. Victoria Rodríguez (ultimo turno)
4. Conny Perrin (qualificata)
5. Andrea Gámiz (primo turno)
6. Catalina Pella (qualificata)

1. Chloé Paquet (qualificata)
2. Gabriela Cé (ultimo turno)
3. Daniela Seguel (qualificata)
4. Georgina García Pérez (ultimo turno)
5. Aleksandrina Najdenova (ultimo turno)
6. Ana Sofía Sánchez (primo turno)

## Qualificate
1. Tereza Martincová
2. Daniela Seguel
3. Chloé Paquet

1. Conny Perrin
2. Sanaz Marand
3. Catalina Pella

## Tabellone qualificazioni

### Legenda
| - Q = Qualificato - WC = Wild card - LL = Lucky loser | - ALT = Alternate - SE = Special Exempt - PR = Protected Ranking | - w/o = Walkover - r = Ritirato - d = Squalificato |

### Sezione 1
|  | Primo turno | Primo turno           | Primo turno           | Primo turno | Primo turno |  |  | Ultimo turno | Ultimo turno          | Ultimo turno | Ultimo turno | Ultimo turno |  |
|  |             |                       |                       |             |             |  |  |              |                       |              |              |              |  |
|  |             |                       |                       |             |             |  |  |              |                       |              |              |              |  |
|  |             |                       |                       |             |             |  |  | 1            | Tereza Martincová     | 65           | 6            | 6            |  |
|  |             | Alexandra Morozova    | Alexandra Morozova    | 2           | 5           |  |  | 10           | Georgina García Pérez | 7            | 4            | 4            |  |
|  | 10          | Georgina García Pérez | Georgina García Pérez | 6           | 7           |  |  |              |                       |              |              |              |  |

### Sezione 2
|  | Primo turno | Primo turno         | Primo turno         | Primo turno | Primo turno |  |  | Ultimo turno | Ultimo turno   | Ultimo turno   | Ultimo turno | Ultimo turno |  |
|  |             |                     |                     |             |             |  |  |              |                |                |              |              |  |
|  |             |                     |                     |             |             |  |  |              |                |                |              |              |  |
|  |             |                     |                     |             |             |  |  | 2            | Maria Sanchez  | Maria Sanchez  | 65           | 1            |  |
|  |             | Jil Belen Teichmann | Jil Belen Teichmann | 1           | 1           |  |  | 9            | Daniela Seguel | Daniela Seguel | 7            | 6            |  |
|  | 9           | Daniela Seguel      | Daniela Seguel      | 6           | 6           |  |  |              |                |                |              |              |  |

### Sezione 3
|  | Primo turno | Primo turno          | Primo turno          | Primo turno | Primo turno |  |  | Ultimo turno | Ultimo turno       | Ultimo turno       | Ultimo turno | Ultimo turno |  |
|  |             |                      |                      |             |             |  |  |              |                    |                    |              |              |  |
|  |             |                      |                      |             |             |  |  |              |                    |                    |              |              |  |
|  |             |                      |                      |             |             |  |  | 3            | Victoria Rodríguez | Victoria Rodríguez | 1            | 4            |  |
|  | WC          | Sofía Múnera Sánchez | Sofía Múnera Sánchez | 3           | 2           |  |  | 7            | Chloé Paquet       | Chloé Paquet       | 6            | 6            |  |
|  | 7           | Chloé Paquet         | Chloé Paquet         | 6           | 6           |  |  |              |                    |                    |              |              |  |

### Sezione 4
|  | Primo turno | Primo turno         | Primo turno       | Primo turno | Primo turno |  |  | Ultimo turno | Ultimo turno   | Ultimo turno   | Ultimo turno | Ultimo turno |  |
|  |             |                     |                   |             |             |  |  |              |                |                |              |              |  |
|  | 4           | Conny Perrin        | 6                 | 62          | 6           |  |  |              |                |                |              |              |  |
|  | WC          | María Camila Osorio | 1                 | 7           | 3           |  |  | 4            | Conny Perrin   | Conny Perrin   | 6            | 6            |  |
|  |             | Renata Zarazúa      | Renata Zarazúa    | 6           | 6           |  |  |              | Renata Zarazúa | Renata Zarazúa | 4            | 2            |  |
|  | 12          | Ana Sofía Sánchez   | Ana Sofía Sánchez | 2           | 1           |  |  |              |                |                |              |              |  |

### Sezione 5
|  | Primo turno | Primo turno     | Primo turno     | Primo turno | Primo turno |  |  | Ultimo turno | Ultimo turno | Ultimo turno | Ultimo turno | Ultimo turno |  |
|  |             |                 |                 |             |             |  |  |              |              |              |              |              |  |
|  | 5           | Andrea Gámiz    | 6               | 4           | 5           |  |  |              |              |              |              |              |  |
|  |             | Sanaz Marand    | 3               | 6           | 7           |  |  |              | Sanaz Marand | Sanaz Marand | 6            | 6            |  |
|  |             | Nicole Melichar | Nicole Melichar | 0           | 1           |  |  | 8            | Gabriela Cé  | Gabriela Cé  | 4            | 2            |  |
|  | 8           | Gabriela Cé     | Gabriela Cé     | 6           | 6           |  |  |              |              |              |              |              |  |

### Sezione 6
|  | Primo turno | Primo turno            | Primo turno            | Primo turno | Primo turno |  |  | Ultimo turno | Ultimo turno           | Ultimo turno | Ultimo turno | Ultimo turno |  |
|  |             |                        |                        |             |             |  |  |              |                        |              |              |              |  |
|  | 6           | Catalina Pella         | Catalina Pella         | 6           | 6           |  |  |              |                        |              |              |              |  |
|  |             | Tara Moore             | Tara Moore             | 4           | 0           |  |  | 6            | Catalina Pella         | 5            | 6            | 6            |  |
|  | WC          | Laura Rico García      | Laura Rico García      | 1           | 4           |  |  | 11           | Aleksandrina Najdenova | 7            | 4            | 4            |  |
|  | 11          | Aleksandrina Najdenova | Aleksandrina Najdenova | 6           | 6           |  |  |              |                        |              |              |              |  |